# Macrocamptus andamanicus
Macrocamptus andamanicus är en skalbaggsart som först beskrevs av Gardner 1930.  Macrocamptus andamanicus ingår i släktet Macrocamptus och familjen långhorningar. Inga underarter finns listade i Catalogue of Life.